# Busjön (Äppelbo socken, Dalarna)
Busjön är en sjö i Vansbro kommun i Dalarna och ingår i Dalälvens huvudavrinningsområde. Sjön har en area på 6,11 kvadratkilometer och ligger 270 meter över havet. Sjön avvattnas av vattendraget Noret (Hunan).

## Delavrinningsområde
Busjön ingår i det delavrinningsområde (671343-139957) som SMHI kallar för Utloppet av Busjön. Medelhöjden är 309 meter över havet och ytan är 28,16 kvadratkilometer. Räknas de 11 avrinningsområdena uppströms in blir den ackumulerade arean 103,35 kvadratkilometer. Noret (Hunan) som avvattnar avrinningsområdet har biflödesordning 3, vilket innebär att vattnet flödar genom totalt 3 vattendrag innan det når havet efter 344 kilometer. Avrinningsområdet består mestadels av skog (59 procent) och sankmarker (15 procent). Avrinningsområdet har 6,13 kvadratkilometer vattenytor vilket ger det en sjöprocent på 21,7 procent.